# 玫瑰之吻
《玫瑰之吻》（英语：Kiss from a Rose）是一首来自于席尔第二张同名专辑的歌曲，風格屬摇滾及騷靈。歌曲最初于1994年作为单曲被发布，后于1995年被重新发布，并被收录进电影《永远的蝙蝠侠》的原声带内。歌曲的重新发布帮助其在美国和澳大利亚的音乐排行榜上拿下冠军。在1996年的格莱美奖上，这首歌曲赢得了年度制作、年度歌曲以及最佳流行男歌手奖项。